# Lac Bennett (Canada)
Pour les articles homonymes, voir Lac Bennett et Bennett.

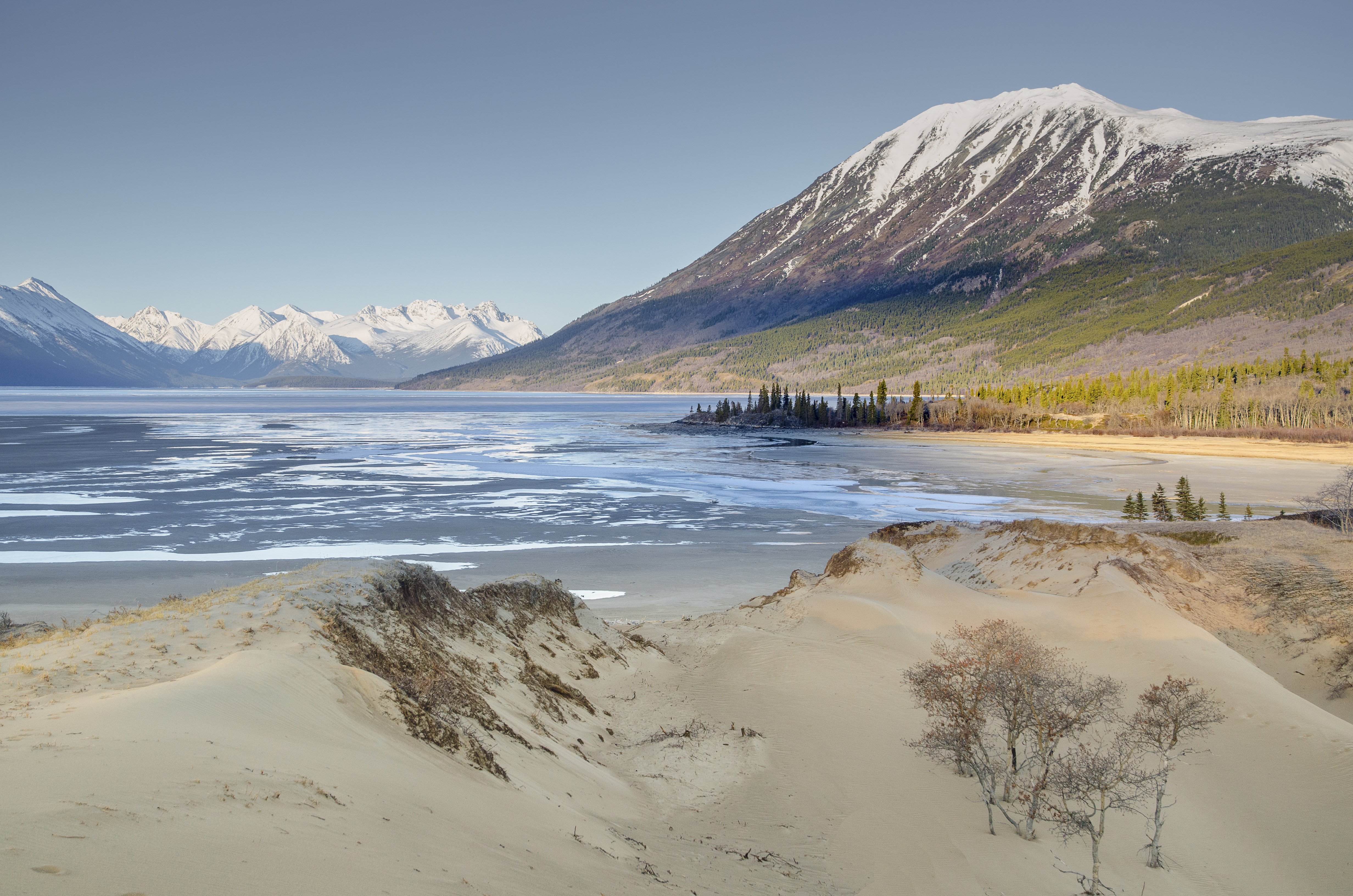
Le lac Bennet. Avril 2019.

Le lac Bennett (en anglais : Lake Bennett) est un lac situé à la frontière entre la province de Colombie-Britannique et le Territoire du Yukon, au Canada et au nord de la frontière avec l'État américain de l'Alaska, près du port de Skagway.
La ligne de chemin de fer White Pass and Yukon Route relie la ville de Bennett, située au sud du lac, avec Skagway encore davantage au sud et Whitehorse (Yukon) plus au nord. Il coule entre Skagway et Fraser pendant les mois d'été.
La ville-fantôme de Bennett et la ville de Carcross (Yukon) se trouvent sur les rives du Lac Bennett.
Pendant la ruée vers l'or du Klondike, Lake Bennett était l'endroit où les chercheurs d'or, après avoir traversé les Coast Mountains depuis Skagway ou Dyea, s'arrêtaient pour acheter ou construire des embarcations pour descendre le fleuve Yukon afin de rejoindre les gisements aurifères de la région de Dawson City, Yukon. À la fin-mai 1898, la North West Mounted Police recensa 778 bateaux en construction au lac Lindeman, et 850 à Bennett et dans les environs, auxquels il fallait ajouter les 198 construits à Caribou Crossing (aujourd'hui Carcross) et au lac Tagish. Plus de 2 000 embarcations furent construites dans la région pendant les semaines qui suivirent.